# جاكوب كلاين (أستاذ جامعي)
جاكوب كلاين (بالإنجليزية: Jacob Klein)‏ هو فيلسوف ورياضياتي أمريكي، ولد في 3 مارس 1899 في ليبايا في لاتفيا، وتوفي في 16 يوليو 1978 في أنابولس في الولايات المتحدة.